# Noura Erakat
Noura Erakat, en árabe: نورة صالح عريقات‎, (Condado de Alameda, 16 de enero de 1980) es una activista estadounidense-palestina, profesora universitaria, jurista y abogada de derechos humanos. Es profesora asociada en la Universidad Rutgers, especializada en estudios internacionales. Está centrada principalmente en el conflicto israelí-palestino y es una firme crítica del Estado de Israel.

## Trayectoria
Erakat nació el 16 de enero de 1980 en el Condado de Alameda, en California. Asistió a la Universidad de California en Berkeley y se licenció en 2002, formó de la hermandad Phi Beta Kappa y fue profesora invitada (fellow) del Centro de Derechos Humanos de UC-Berkeley en el verano de 2003. En 2005, consiguió su Juris doctor en la Facultad de Derecho de UC Berkeley y recibió el premio Francine Diaz Memorial Scholarship Award. En 2012, completó su máster en Derecho en el Centro de Derecho de la Universidad de Georgetown.
En 2010 fue cofundadora de Jadaliyya, una revista en línea publicada en inglés, árabe y francés, y adscrita al Instituto de Estudios Árabes, una organización sin ánimo de lucro, que opera en Washington D. C. y Beirut.
Erakat ha sido asesora jurídica del Comité de Supervisión de la Cámara de Representantes y anteriormente ha impartido clases en la Universidad de Georgetown. De 2012 a 2014, fue profesora invitada (fellow) Freedman en la Escuela de Derecho James E. Beasley de la Universidad de Temple. Erakat también ha sido profesora de estudios internacionales en la Universidad George Mason en Fairfax, Virginia. Es profesora asociada en la Universidad Rutgers.
Es miembro del consejo de administración del Institute for Policy Studies y trabaja como profesora asociada en la Universidad Rutgers, es miembro del consejo de administración del Trans-Arab Research Institute, y es asesora política de Al-Shabaka: The Palestinian Policy Network.

## Vida personal
Es la hermana de Yousef Erakat, más conocido por su apodo en YouTube, FouseyTube.
En junio de 2020, el coche del primo de Erakat, Ahmed, colisionó con un puesto de control militar en Cisjordania cerca de Abu Dis, tras lo cual fue abatido por soldados israelíes. Los agentes justificaron sus acciones como defensa propia, diciendo que Ahmed intentó embestir su coche contra ellos, pero Noura lo ha negado. Forensic Architecture y Al-Haq pusieron en marcha una investigación sobre el asesinato de Ahmed utilizando modelos 3D, trabajo de campo, geolocalización, sincronización, OSINT y análisis de sombras, y concluyeron que la colisión del automóvil con el puesto de control fue un accidente, que los disparos israelíes constituyeron una ejecución extrajudicial y un uso excesivo de la fuerza letal, y que los militares israelíes habían negado a Ahmed atención médica urgente.

## Trabajos (selección)

### Libros académicos
- Aborted State? The UN Initiative and New Palestinian Junctures. Co-edited with Mouin Rabbani, 2013.
- Justice for Some: Law and the Question of Palestine. 2019.

### Investigaciones
- "Palestinian Refugees and the Syrian Uprising: Filling the Protection Gap During Secondary Forced Displacement." Oxford Journal of International Refugee Law, Forthcoming.
- "New Imminence in the Time of Obama: The Impact of Targeted Killings on the Law of Self Defense." Arizona Law Review, Forthcoming.
- "The US v. The Red Cross: Customary International Humanitarian Law & Universal Jurisdiction." Denver Journal of International Law and Policy 41 Denv. J. Int'l L. & Pol'y 225 (Winter 2013).
- "It's Not Wrong, It's Illegal: Situating the Gaza Blockade Between International Law and the UN Response." UCLA Journal of Islamic and Near Eastern Law, Vol. 11, n.º 37, 2011–2012.
- "Operation Cast Lead: The Elusive Quest for Self-Defense in International Law." 36 Rutgers L. Rec. 164 (2009).
- "Litigating the Arab-Israeli Conflict: The Politicization of U.S. Federal Courtrooms." 2 Berkeley Journal of Middle Eastern & Islamic Law 27 (2009).

### Entrevistas
Radio
- Israel's greatest threats are internal, not Hamas or Iran, says former prime minister Ehud Barak CBC, 5 de junio de 2018
- To The Point: "A New Shot at Peace Talks: Will it be Different this Time?"  KCRW, 31 de julio de 2013.
- Beyond Beijing: "Palestine seeking statehood bid in UN." Archivado el 3 de agosto de 2016 en Wayback Machine. China Radio International, 21 de noviembre 2012.

Vídeo
- "Gaza in context." (enlace roto disponible en Internet Archive; véase el historial, la primera versión y la última)., gazaincontext.com, Julio de 2016.
- "Debating the tactics and ethics of warfare on both sides of Mideast conflict." PBS NewsHour, 24 de julio de 2014.
- "Gaza Debate: As Palestinian Deaths Top 100, Who's to Blame for Escalating Violence? What Can Be Done?." Democracy Now!,  11 de julio de 2014.
- Up With Chris Hayes: "Obama wraps up first trip to Israel as president." Archivado el 16 de octubre de 2023 en Wayback Machine. MSNBC, 22 de marzo de 2013.
- Up With Chris Hayes: "What sparked escalation of violence in Israel and Gaza." Archivado el 16 de octubre de 2023 en Wayback Machine. MSNBC, 17 de noviembre de 2012.
- "The Law in These Parts: A Discussion." WNET (PBS Thirteen)

- Datos: Q16959211
- Multimedia: Noura Erakat / Q16959211